# Mehdi Bennani
Pour les articles homonymes, voir Bennani.
Mehdi Bennani est né le 25 août 1983 à Fès. Il est le premier pilote automobile marocain à rejoindre le Championnat du monde des voitures de tourisme.
Il est le fils de Samira Bennani, seule femme pilote arabe et africaine championne de course auto sur circuit de vitesse fermé. Son père est également pilote et champion du Maroc de moto cross quatre années de suite. 
Il devient le premier pilote marocain à remporter une course de championnat du monde organisée par la FIA, le 12 octobre 2014, après sa victoire à Shanghai, en WTCC,.

## Biographie

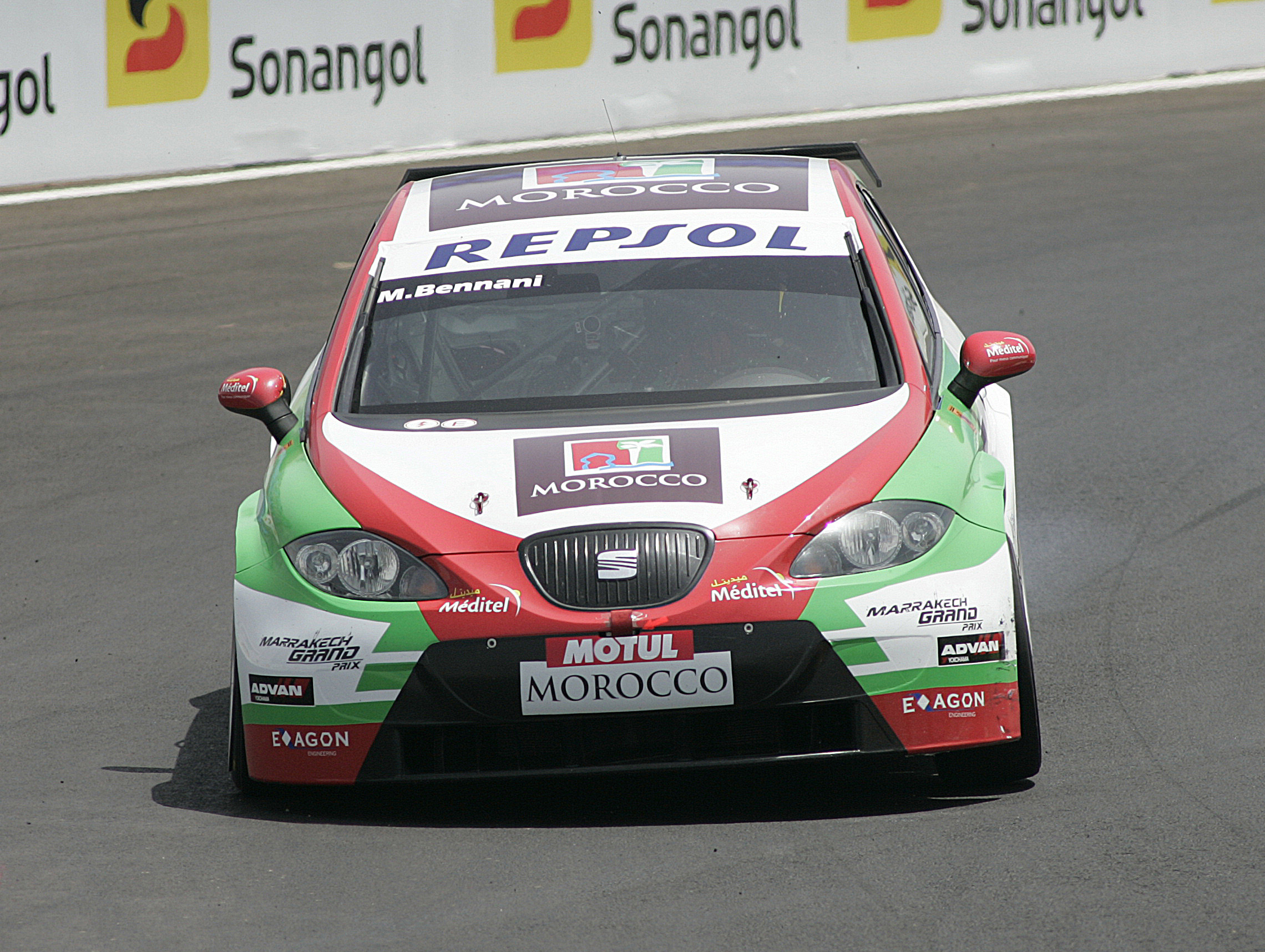
Mehdi Bennani lors de la saison 2009 du WTCC.

Comme de nombreux pilotes, Mehdi Bennani commence la compétition automobile par le karting en 1996. Il remporte le championnat du Maroc de Karting 125 ICC en 1999. En 2000, il participe au championnat du Maroc de Karting 125 ICA ainsi qu'au Championnat d'Europe de Karting 100 ICA où il se classe deuxième. 
En 2005, il participe à la Formula Renault 3.5 Series. Il n'inscrit aucun point et se classe 33e au championnat des pilotes. La saison suivante, faute de budget, il ne participe qu'à deux épreuves : à Monaco et au Mans. 
En 2007, il participe à l'Euroseries 3000 au sein de l'écurie ELK Motorsport. Il se classe 14e du championnat avec 9 points. 

### WTCC
Mehdi Bennani fait ses débuts en WTCC en 2009 à l'occasion des manches marocaines à bord d'une SEAT León 2.0 TFSI de l'écurie Exagon Engineering. Il devient à cette occasion le premier pilote nord-africain à participer à une course du WTCC. Il participe également aux manches françaises, espagnoles, portugaises et italiennes. 
En 2010, il participe à l'ensemble de la saison. Il pilote une BMW 320si pour l'écurie Wiechers-Sport. Il termine le championnat à la 20e place avec 3 points. 
De 2011 à 2014 il est pilote pour l'écurie Proteam Racing, avec laquelle il obtient sa première victoire en WTCC, à Shanghai, et devient le premier pilote arabe et africain à remporter une manche de championnat FIA, et aussi, signe la première victoire d'une Honda Civic en WTCC.  
En décembre 2014, Mehdi Bennani rejoint l'écurie Sébastien Loeb Racing pour la saison 2015 du WTCC, ou il finira 8e au général, et deuxième au Yokohama Trophy, une coupe pour les pilotes privés du championnat, battu de justesse, lors de la dernière manche de la saison à Doha, par Norbert Michelisz.
Pour la saison 2016, Bennani reste au sein de l'écurie Sébastien Loeb Racing. Il se classe deuxième de la course d'ouverture en France et en Slovaquie et s'impose en Hongrie et au Qatar.

## Palmarès

### Résultats en Formula Renault 3.5 Series
| Année | Ecurie            | 1     | 2     | 3         | 4         | 5        | 6        | 7        | 8         | 9         | 10       | 11       | 12       | 13       | 14        | 15       | 16        | 17       | Classement | Points |
| ----- | ----------------- | ----- | ----- | --------- | --------- | -------- | -------- | -------- | --------- | --------- | -------- | -------- | -------- | -------- | --------- | -------- | --------- | -------- | ---------- | ------ |
| 2005  | Avelon Formula    | ZOL 1 | ZOL 2 | MON 1 Ret | VAL 1 Ret | VAL 2 18 | LMS 1 21 | LMS 2 18 | BIL 1 DNQ | BIL 2 Ret | OSC 1 13 | OSC 2 16 | DON 1 18 | DON 2 17 | EST 1 23  | EST 2 21 | MNZ 1 19† | MNZ 2 21 | 33e        | 0      |
| 2006  | EuroInternational | ZOL 1 | ZOL 2 | MON 1 DNQ | IST 1     | IST 2    | MIS 1    | MIS 2    | SPA 1     | SPA 2     | NÜR 1    | NÜR 2    | DON 1    | DON 2    | LMS 1 Ret | LMS 2 19 | CAT 1     | CAT 2    | 43e        | 0      |

### Résultats en WTCC
| Année | Ecurie                | Voiture               | 1         | 2         | 3         | 4        | 5         | 6         | 7        | 8         | 9         | 10        | 11        | 12        | 13        | 14        | 15       | 16        | 17        | 18        | 19       | 20        | 21        | 22        | 23        | 24        | Classement | Points |
| ----- | --------------------- | --------------------- | --------- | --------- | --------- | -------- | --------- | --------- | -------- | --------- | --------- | --------- | --------- | --------- | --------- | --------- | -------- | --------- | --------- | --------- | -------- | --------- | --------- | --------- | --------- | --------- | ---------- | ------ |
| 2009  | Exagon Engineering    | SEAT León TFSI        | BRA 1     | BRA 2     | MEX 1     | MEX 2    | MAR 1 9   | MAR 2 9   | FRA 1 18 | FRA 2 Ret | ESP 1 14  | ESP 2 23  | CZE 1     | CZE 2     | POR 1 DSQ | POR 2 Ret | GBR 1    | GBR 2     | GER 1     | GER 2     | ITA 1 13 | ITA 2 Ret | JPN 1     | JPN 2     | MAC 1     | MAC 2     | NC         | 0      |
| 2010  | Wiechers-Sport        | BMW 320si             | BRA 1 18  | BRA 2 12  | MAR 1 15  | MAR 2 9  | ITA 1 14  | ITA 2 17  | BEL 1 14 | BEL 2 19  | POR 1 Ret | POR 2 12  | GBR 1 19  | GBR 2 Ret | CZE 1 14  | CZE 2 16  | GER 1 14 | GER 2 Ret | ESP 1 Ret | ESP 2 16  | JPN 1 16 | JPN 2 19  | MAC 1 10  | MAC 2 12  |           |           | 20e        | 3      |
| 2011  | Proteam Racing        | BMW 320 TC            | BRA 1 10  | BRA 2 Ret | BEL 1 Ret | BEL 2 11 | ITA 1 11  | ITA 2 20  | HUN 1 14 | HUN 2 14  | CZE 1 11  | CZE 2 10  | POR 1 16  | POR 2 18  | GBR 1 14  | GBR 2 9   | GER 1 11 | GER 2 Ret | ESP 1 Ret | ESP 2 12  | JPN 1 8  | JPN 2 18  | CHN 1 7   | CHN 2 11  | MAC 1 9   | MAC 2 6   | 16e        | 24     |
| 2012  | Proteam Racing        | BMW 320 TC            | ITA 1 Ret | ITA 2 14  | ESP 1 14  | ESP 2 10 | MAR 1 Ret | MAR 2 12  | SVK 1 11 | SVK 2 7   | HUN 1 4   | HUN 2 3   | AUT 1 17  | AUT 2 6   | POR 1 Ret | POR 2 Ret | BRA 1 13 | BRA 2 8   | USA 1 11  | USA 2 Ret | JPN 1 21 | JPN 2 7   | CHN 1 8   | CHN 2 5   | MAC 1 Ret | MAC 2 Ret | 10e        | 68     |
| 2013  | Proteam Racing        | BMW 320 TC            | ITA 1 17  | ITA 2 19  | MAR 1 18  | MAR 2 11 | SVK 1 10  | SVK 2 9   | HUN 1 5  | HUN 2     | AUT 1 4   | AUT 2 16  | RUS 1 11  | RUS 2 16  | POR 1 Ret | POR 2 10  | ARG 1 20 | ARG 2 21† | USA 1 18  | USA 2     | JPN 1 11 | JPN 2     | CHN 1 16  | CHN 2 14  | MAC 1 12  | MAC 2 Ret | 12e        | 80     |
| 2014  | Proteam Racing        | Honda Civic WTCC      | MAR 1 7   | MAR 2 DSQ | FRA 1 13  | FRA 2 5  | HUN 1 5   | HUN 2 DNS | SVK 1 15 | SVK 2 CNL | AUT 1 7   | AUT 2 8   | RUS 1 11  | RUS 2 3   | BEL 1 13  | BEL 2 11  | ARG 1 9  | ARG 2 8   | BEI 1 9   | BEI 2 Ret | CHN 1 10 | CHN 2 1   | JPN 1 11  | JPN 2 Ret | MAC 1 19† | MAC 2 DNS | 11e        | 85     |
| 2015  | Sébastien Loeb Racing | Citroën C-Elysée WTCC | ARG 1 13  | ARG 2 5   | MAR 1 4   | MAR 2 12 | HUN 1 11  | HUN 2 Ret | GER 1 7  | GER 2 6   | RUS 1 14  | RUS 2 Ret | SVK 1 Ret | SVK 2 7   | FRA 1 9   | FRA 2 9   | POR 1 11 | POR 2 10  | JPN 1 7   | JPN 2 10  | CHN 1 5  | CHN 2 7   | THA 1 4   | THA 2 7   | QAT 1 2   | QAT 2 5   | 8e         | 127    |
| 2016  | Sébastien Loeb Racing | Citroën C-Elysée WTCC | FRA 1 2   | FRA 2 8   | SVK 1 2   | SVK 2 6  | HUN 1     | HUN 2 8   | MAR 1 6  | MAR 2 5   | GER 1 5   | GER 2 5   | RUS 1 9   | RUS 2 10  | POR 1 4   | POR 2 8   | ARG 1 8  | ARG 2 7   | JPN 1 16  | JPN 2 4   | CHN 1 11 | CHN 2 3   | THA 1 CNL | THA 2 CNL | QAT 1 16  | QAT 2 1   | 5e         | 206    |

* Saison en cours.
† Le pilote ne termine pas la course mais est quand même classé pour avoir parcouru 90 % de la distance de la course.

## Résultats
- Saison 2008 :
  - 24 Heures de Dubaï – Team Duller – BMW M3 GTR, 2e de sa classe avant la sortie de piste de son coéquipier, Meilleur tour en course et record dans sa catégorie
  - Grand prix historique de Pau – 2e et meilleur tour en course
- Saison 2004 :
  - Asian Formula BMW Championship – Team Meritus -Vice-Champion Formule BMW avec 124 points ex aequo avec you kyong-ouk et Meilleur pilote 2004 du Trophée Asiatique Champion de la « Rookie » Cup (meilleur débutant). Plusieurs records de piste (Shanghai, Bahrain, Malaisie, Pékin, Japon).
- Saison 2003 :    
  - Année de préparation et de tests (avec le team G-TEC Team en Formule Renault 1600 – Albacete)
- Saison 2002 :               
  - Vainqueur de la sélection “filière FFSA - Formule Renault Elf Campus” (premiers tours en Formule) 2e à Pau avant accident avec Julien Poncelet( Champion du monde en titre Karting) 2e à la course “INTER ECURIES” au MANS et meilleur tour en course
  - Victoire à la course internationale de Karting 100 ICA de Marrakech.